# 聪健健身连锁中心
聪健健身连锁中心有限公司（clever fit GmbH）是一家位于德国、奥地利和荷兰的健身连锁机构。聪健健身在德国算得上是最大的健身连锁中心中的一家。聪健健身的总部位于上巴伐利亚行政区莱希河畔兰茨贝格。